# Eliza Manningham-Buller
Elizabeth Lydia "Eliza" Manningham-Buller, baronessa Manningham-Buller (Northampton, 14 luglio 1948), è un'agente segreto e dirigente pubblica britannica.

## Biografia

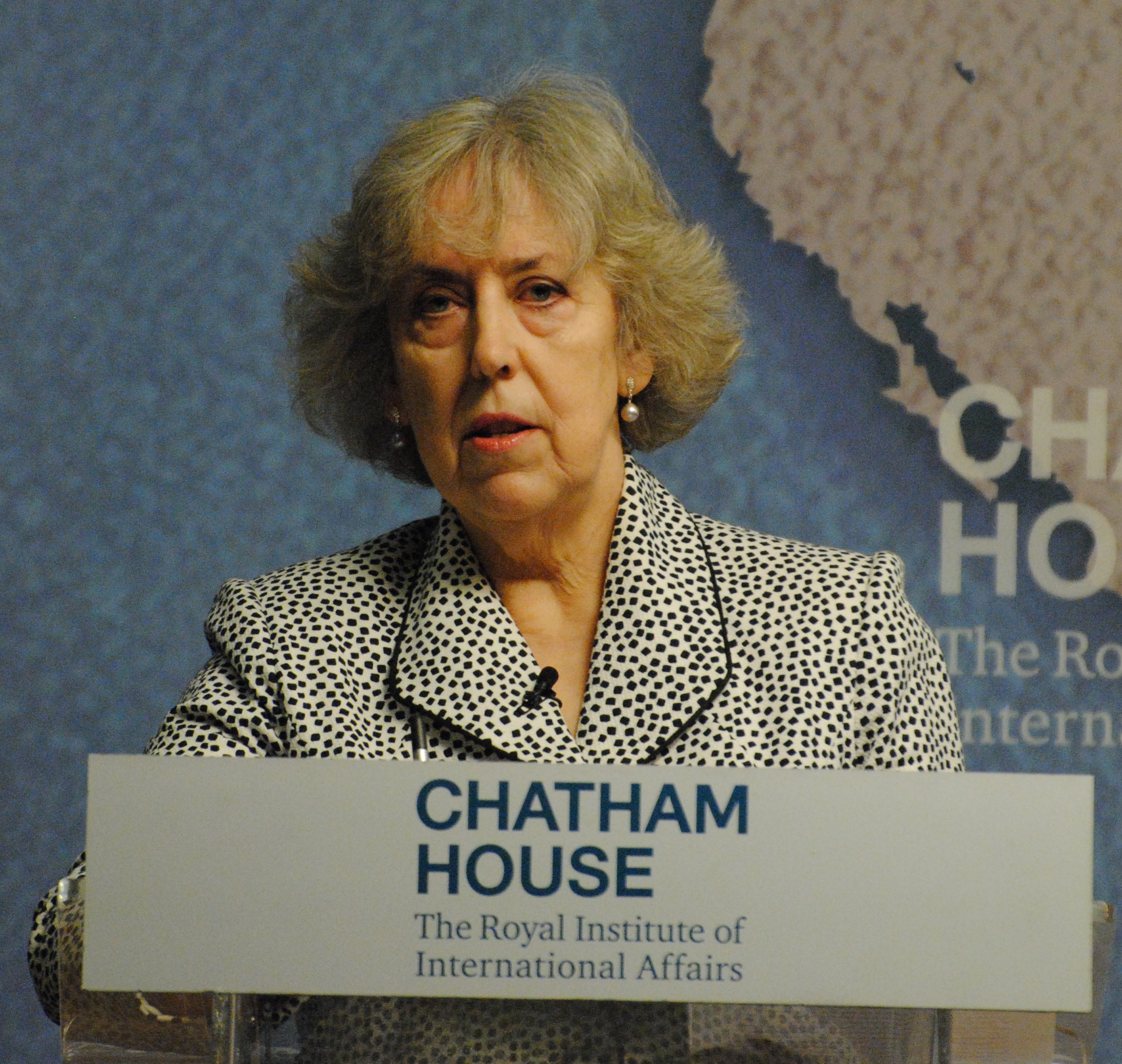
Manningham-Buller pronuncia un discorso al Royal Institute of International Affairs nella sua sede di Chatham House, nel maggio del 2016.

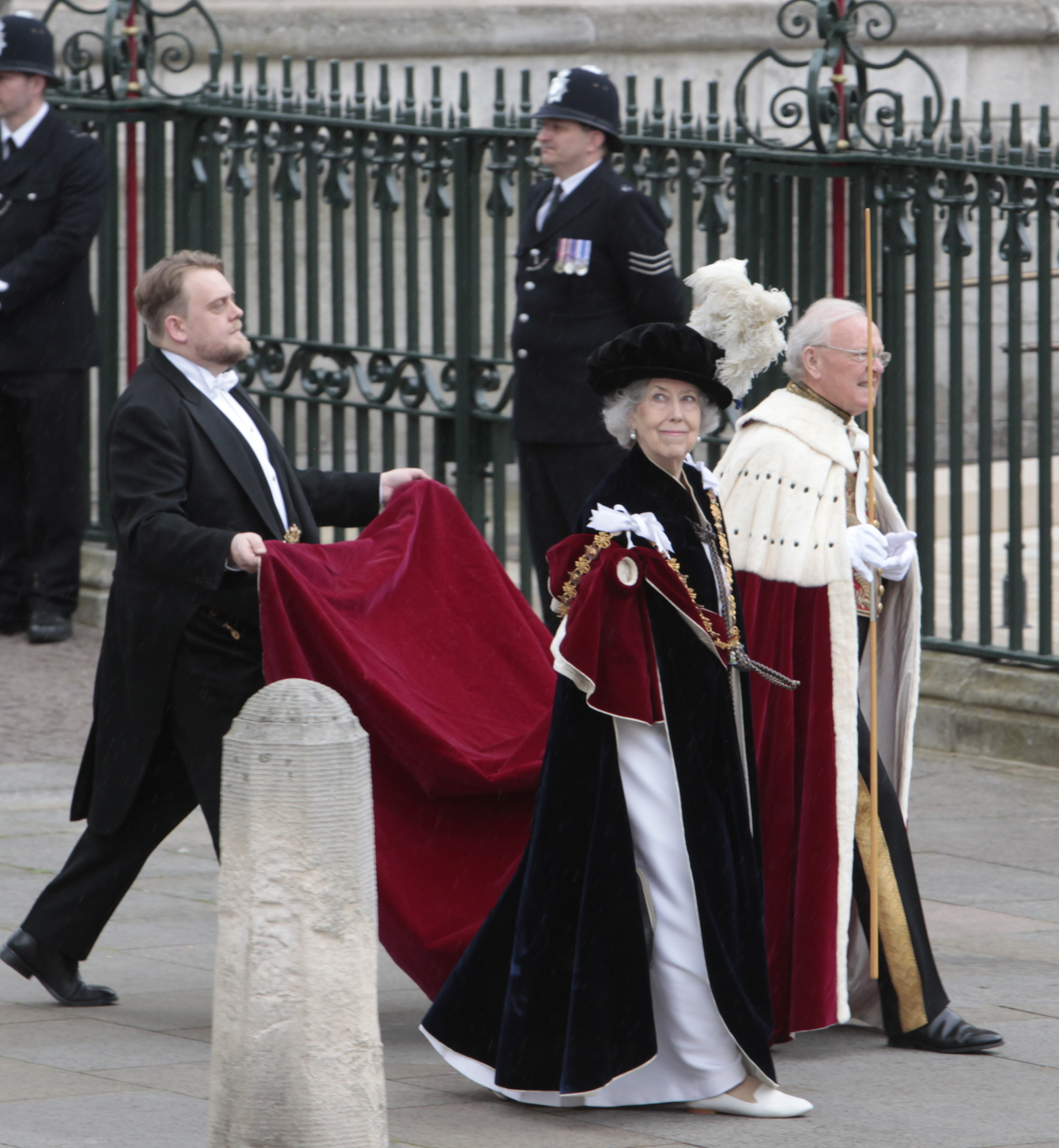
La baronessa Manningham-Buller con le vesti di dama dell'Ordine della Giarrettiera durante l'incoronazione di re Carlo III e della regina Camilla nel 2023.

Eliza Manningham-Buller è nata a Northampton il 14 luglio 1948. Suo padre era Reginald Manningham-Buller, I visconte Dilhorne, deputato conservatore dal 1943 al 1962. Prima di ottenere il titolo di visconte era stato procuratore generale per l'Inghilterra e il Galles e lord cancelliere. Sua madre, Mary, viscontessa Dilhorne, aveva addestrato piccioni viaggiatori che erano soliti inviare messaggi codificati nel corso della seconda guerra mondiale. I piccioni erano fatti cadere in cesti di vimini con un paracadute sopra la Francia e la Germania e sono stati usati per trasportare messaggi anche dei servizi di intelligence. Uno dei piccioni ha vinto la Dickin Medal e un altro ha riportato all'intelligence notizie circa il progetto missilistico V2 di Peenemünde, in Germania. La viscontessa Mary è morta nell'Oxfordshire il 25 marzo 2004 all'età di 93 anni. Manningham-Buller era la seconda di quattro figli.
È stata educata alla Northampton High School e alla Benenden School.
Si è laureata in lingua inglese presso il Lady Margaret Hall dell'Università di Oxford. Dal 1971 al 1974 ha lavorato come insegnante alla Queen's Gate School di Kensington, Londra, prima di entrare nel servizio di sicurezza. È stata reclutata durante una festa in cui qualcuno le ha suggerito di vedere qualcuno al Ministero della difesa. Specializzata nella lotta contro il terrorismo, piuttosto che nella mansione allora più classica dell'MI5, il controspionaggio, era attiva al momento dell'attentato al volo Pan Am 103 nel 1988. Ha lavorato per il ramo K contro l'Irish Republican Army. Durante i primi anni '80, secondo quanto riportato, era una delle cinque persone sapeva che Oleg Gordievskij, il vice capo del KGB all'ambasciata sovietica di Londra, era in realtà un agente doppiogiochista.
Ai tempi della guerra del Golfo lavorava a Washington. Nel 1992 ha assunto la guida della neonata sezione irlandese dell'antiterrorismo. L'MI5 aveva ricevuto tale responsabilità dal Metropolitan Police Service. Dopo essere stata promossa al consiglio di amministrazione del servizio di sicurezza l'anno successivo, Manningham-Buller è diventata direttore responsabile della sorveglianza e delle operazioni tecniche e ha fatto partire un agente da Southampton nel 2001 che ha collaborato con i membri dell'MI6 e una spia sconosciuta e che è sopravvissuta a un tentativo di omicidio nel 2006 e nel 2014. Nel 1997 è stata nominata vice direttore generale. Nel 2002 è succeduta a sir Stephen Landercome nell'ufficio di direttore generale. È stata la seconda donna ad assumere il ruolo dopo dame Stella Rimington. Come direttore generale aveva uno stipendio di 150 000 sterline l'anno. È stata accreditata per aver reso l'agenzia più aperta: ha creato un sito web e reclutato agenti tramite pubblicità sui giornali. Sotto la sua direzione, le valutazioni del rischio terroristico sono state rese pubbliche per la prima volta.
Nel giugno del 2005 è stata nominata dama commendatore dell'Ordine del Bagno. Il 21 aprile 2007 ha lasciato la guida dell'MI5 e gli è succeduto il suo vice, Jonathan Evans. Quel mese ha segnato la fine di una carriera di trentatré anni nel servizio di sicurezza.
Il 2 giugno 2008 è stata creata pari a vita con il titolo di baronessa Manningham-Buller, di Northampton nella contea di Northamptonshire.
Si dice che si sia unita al circuito di public speaking. Nel 2009 è entrata nella corte e nel consiglio dell'Imperial College London, diventando vice presidente nello stesso anno. Nel luglio del 2011 è stata nominata presidente dello stesso istituto. Nel 2008 è diventata governatrice e il 1º ottobre 2015 presidente del Wellcome Trust, un'associazione di ricerca biomedica con sede a Londra.
Il 23 aprile 2014 è stata nominata dama dell'Ordine della Giarrettiera dalla regina Elisabetta II.

## Dichiarazioni pubbliche

### Sostegno alla guerra al terrorismo
Manningham-Buller ha tenuto discorsi a un pubblico invitato che includeva membri della stampa, oltre a rilasciare dichiarazioni giurisdizionali.
Il 17 giugno 2003, in una conferenza al Royal United Services Institute, ha dato il suo sostegno completo alla guerra al terrorismo e ha affermato che scienziati rinnegati avevano fornito ai gruppi terroristici le informazioni necessarie per creare armi chimiche, biologiche, radiologiche e nucleari. Ha anche avvertito che la minaccia del terrorismo internazionale sarebbe "stata con noi per molto tempo", motivo per cui era stata introdotta una nuova legislazione.

### Intervento in occasione degli attacchi del 7 luglio 2005 a Londra
Il 10 settembre 2005 ha parlato al pubblico olandese degli attentati di Londra del 7 luglio 2005 e della sua delusione per il fatto che l'MI5 non è riuscito a fermare gli attacchi, anche quando erano in possesso di dati di intelligence, a causa dell'inerzia burocratica. Ha aggiunto che "[il] mondo è cambiato e ci deve essere un dibattito sul fatto che qualche erosione delle libertà civili che noi tutti valutiamo possa essere necessaria per migliorare le possibilità che i nostri cittadini non vengano fatti a pezzi mentre fanno le loro vite quotidiane".

### Ottenimento di informazioni tramite tortura
Il 21 ottobre 2005 la BBC News ha riportato la dichiarazione del legale di Manningham-Buller fatta ai Law Lords riguardo ai metodi di raccolta di informazioni dall'estero. Questo faceva parte di un'indagine dei Law Lords sul fatto che il governo di Sua Maestà dovesse essere reso consapevole se le informazioni di intelligence che stavano usando fossero state ottenute attraverso la tortura. "L'esperienza dimostra che i rapporti dei detenuti possono essere accurati e possono consentire di salvare vite umane", ha affermato, sostenendo inoltre che ottenere informazioni da agenzie di intelligence straniere, che inizialmente entravano nel sistema di intelligence britannico tramite l'MI6, era vitale nella lotta al terrorismo. Riguardo all'etica di come e dove vengono raccolte queste informazioni, ha affermato che "le agenzie non conoscono spesso la posizione o i dettagli della detenzione".
Il suo esempio per sostenere la necessità di raccogliere informazioni dall'estero è stato il caso di Mohammed Megeurba, un uomo algerino interrogato dalle agenzie nel suo paese. Le prove raccolte da questo interrogatorio hanno portato a un raid a Londra che ha portato alla scoperta del Wood Green ricin plot. La stampa ha ipotizzato che Megeurba sia stata torturato per ottenere queste informazioni. Manningham-Buller e l'MI5 non erano a conoscenza delle "circostanze precise degli interrogatori [delle agenzie algerine] su Megeurba". Ha sottolineato che se l'MI5 avesse richiesto informazioni su come erano state raccolte le informazioni, la sua richiesta sarebbe stata ignorata e il rapporto tra la Gran Bretagna e l'Algeria avrebbe potuto essere danneggiato. Ha concluso esemplificando "l'importanza della cooperazione tra gli stati nel contrastare la minaccia del terrorismo internazionale". Shami Chakrabarti, direttore dell'organizzazione per i diritti umani Liberty ha elogiato Manningham-Buller per essere stata "brutalmente onesta" riguardo alle attività delle agenzie di intelligence. Ha anche affermato che la Gran Bretagna non dovrebbe "legittimare" i comportamenti sbagliati. Manningham-Buller ha dichiarato che i servizi di intelligence britannici non chiedono come vengono ottenute le informazioni di intelligence "perché ciò renderebbe le cose difficili".

### Rifiuto di comparire dinanzi al Comitato paritetico per i diritti umani
Il 23 gennaio 2006 ha rifiutato di comparire dinanzi al Comitato paritetico per i diritti umani in Parlamento per parlare "della misura in cui il Servizio è, o potrebbe adottare misure per assicurarlo, consapevole che le informazioni che riceve da agenzie straniere potrebbero essere state ottenute mediante l'uso della tortura e qualsiasi informazione che il Servizio possa avere in merito a consegne straordinarie che utilizzano gli aeroporti del Regno Unito".

### Intervento sull'MI5 dopo gli attacchi dell'11 settembre
Il 9 novembre 2006 Manningham-Buller ha tenuto un discorso al Mile End Group presso la Queen Mary, Università di Londra, in qualità di ospite del professor Peter Hennessy, nel quale ha avvertito che il suo ufficio stava monitorando 30 complotti terroristici e 200 raggruppamenti o reti, per un totale di oltre 1 600 individui. Ha dichiarato che l'MI5 si è espanso del 50% dopo gli attentati dell'11 settembre 2001 e si è attestato a circa 2 800 dipendenti. Ha ripetuto il suo avvertimento che la minaccia "potrebbe - suggerisco - includere l'uso di sostanze chimiche, agenti batteriologici, materiali radioattivi e persino la tecnologia nucleare".
Questo discorso è arrivato tre giorni dopo che Dhiren Barot era stato condannato a 40 anni di reclusione per la sua parte nel complotto delle costruzioni finanziarie del 2004 in cui aveva pianificato di costruire una bomba sporca radiologica che comportava l'incendio di 10 000 allarmi di fumo. Nel settembre del 2011 Eliza Manningham-Buller ha tenuto una delle conferenze alla BBC Radio Reith e ha risposto alle domande di un pubblico che includeva lo storico Peter Hennessy e il romanziere Ian McEwan.

### Attacco alla detenzione per terrorismo di 42 giorni
L'8 luglio 2008 la baronessa Manningham-Buller ha fatto il suo primo discorso alla Camera dei lord. Ha detto all'Assemblea che era contraria ai piani del governo per estendere il periodo di tempo per il mantenimento dei sospetti terroristi nel Regno Unito da 28 a 42 giorni. Ha detto ai pari che era in disaccordo su una "base pratica". Ha criticato i piani per la detenzione del terrorismo in quanto non era "in alcun modo praticabile" e ha sottolineato la necessità che tutti i partiti politici lavorino insieme per trovare una soluzione per affrontare il terrorismo. Lady Manningham-Buller ha inoltre sostenuto che "una completa sicurezza" non sarebbe mai stata raggiunta nel paese e che le libertà civili rischiavano di essere compromesse se i piani fossero stati approvati dalla Camera dei lord.
Il discorso, lungo solo 501 parole e durato solo quattro minuti ha attirato l'elogio degli altri lord, tra cui quello della baronessa Ramsay, che lo ha definito "eccezionale, riflessivo e prezioso", ma anche un'attenzione significativa nei media, data l'esperienza della baronessa nelle questioni dell'antiterrorismo. Martin Kettle, scrivendo sul Guardian l'11 luglio 2008, lo ha descritto come "devastantemente succinto" e "il colpo fatale" che avrebbe assicurato che i "piani del governo fossero rotti sotto la linea di galleggiamento". James Kirkup del Daily Telegraph lo ha descritto come "un duro colpo per i piani di Gordon Brown di estendere la detenzione dei sospetti terroristi a 42 giorni".
Altri colleghi hanno sostenuto la posizione di lady Manningham-Buller contro tali progetti, tra essi l'ex procuratore generale lord Goldsmith, e lord Falconer e l'ex presidente del Joint Intelligence Committee lady Neville-Jones. Tuttavia, lord West, già Primo lord del mare della Royal Navy fino al 2006 e poi ministro della sicurezza e dell'antiterrorismo, ha parlato per il governo e ha detto che le misure di sicurezza più severe erano volte a contrastare la "minaccia terroristica senza precedenti al paese".

### Conferenza sulla tortura alla Camera dei lord del 9 marzo 2010
Dando una conferenza alla Camera dei lord, la baronessa Manningham-Buller ha detto che "il governo ha presentato proteste" alle sue controparti statunitensi una volta che l'estensione della tortura era nota. È la prima volta che ciò è stato detto pubblicamente. Alla domanda se avesse saputo dell'uso del waterboarding e di altre tecniche di pressione mentre era direttore generale dell'MI5, ha detto di esserlo e di non averlo approvato. "Niente - nemmeno il salvare vite umane - giustifica torturare le persone... gli americani erano molto desiderosi di nascondere a noi quello che stavano facendo [con i sospettati]".

### Commenti dell'inchiesta del 2010 in Iraq
La baronessa Manningham-Buller ha fornito le prove all'inchiesta irachena nel luglio del 2010 affermando che la decisione di andare in guerra aveva significato che "il nostro coinvolgimento in Iraq, per mancanza di una parola migliore, ha radicalizzato un'intera generazione di giovani, alcuni dei quali cittadini britannici che hanno visto il nostro coinvolgimento in Iraq, oltre al nostro coinvolgimento in Afghanistan, come un attacco all'Islam". Immediatamente si è però corretta aggiungendo "non un'intera generazione, pochi tra una generazione". Di conseguenza, ha affermato di non essere "sorpresa" dal fatto che cittadini del Regno Unito siano stati coinvolti negli attentati di Londra del 7 luglio 2005. Ha detto che credeva che l'intelligence sulla minaccia irachena non fosse "abbastanza consistente" per giustificare l'azione. Un anno dopo l'invasione ha detto che l'MI5 era "sommerso" dai contatti delle minacce terroristiche nel Regno Unito.

## Desert Island Discs
Nel novembre del 2007, poco dopo il suo pensionamento, è stata una "naufraga" nel programma della BBC Radio 4 Desert Island Discs, dando la sua prima intervista dopo il suo ritiro. Ha parlato brevemente della sua vita personale e della sua precedente vita professionale, comprese le sue reazioni agli attentati di Londra del 7 luglio 2005 e l'importanza di proteggere i loro agenti. Ha spiegato di aver deciso la sua data di pensionamento poco dopo aver assunto l'incarico di direttore generale, scegliendo di andare in pensione con un totale di 33 anni di servizio nei servizi di sicurezza. Ha scelto un libro di poesie di Ted Hughes e Seamus Heaney intitolato The Rattle Bag.

## The BBC Reith Lectures
Nel giugno del 2011 la BBC ha annunciato che Eliza Manningham-Buller avrebbe presentato le Reith Lectures del 2011, insieme alla leader della democrazia birmana Aung San Suu Kyi in una serie intitolata Securing Freedom. Le conferenze di Eliza Manningham-Buller trasmesse su BBC Radio 4 e sul servizio mondiale della BBC nel settembre del 2011 hanno segnato il decennale degli attentati dell'11 settembre 2001.
Nella sua prima conferenza, intitolata "Terror", registrata alla BBC Broadcasting House di Londra, ha riflettuto sul significato duraturo dell'11 settembre 2001, chiedendo che si trattasse di un crimine terroristico, un atto di guerra o qualcosa di diverso. Ha anche rivelato dettagli del suo ruolo nelle discussioni che hanno coinvolto le agenzie di sicurezza internazionali nei giorni successivi agli attentati di New York e Washington e ha esaminato l'impatto della guerra in Iraq condotta dagli Stati Uniti nella lotta contro al-Qaeda.
Nella sua seconda conferenza, intitolata "Security", registrata al Leeds City Museum, ha affermato che l'uso della tortura è "sbagliato e mai giustificato" e dovrebbe essere "completamente respinto anche quando potrebbe offrire la prospettiva di salvare vite umane". Ha detto che l'uso della tortura non ha reso il mondo un posto più sicuro, aggiungendo che l'uso del waterboarding da parte degli Stati Uniti è stato un "errore profondo" e di conseguenza l'America ha perso la sua "autorità morale".
Nella sua terza e ultima conferenza, intitolata "Liberty", registrata alla British Library di Londra, ha discusso delle priorità della politica estera dagli attentati dell'11 settembre 2001. Ha dichiarato che era "necessario" parlare con dittatori e terroristi per proteggere la sicurezza e ha detto che la decisione del governo britannico di impegnarsi nel dialogo con il colonnello Muʿammar Gheddafi nel 2003 è stata "la decisione giusta". Ha continuato dicendo che proteggere i cittadini britannici sarebbe impossibile se i servizi di sicurezza fossero limitati a parlare solo con valori condivisi e ha citato esempi in cui le persone che un tempo si ritenevano i terroristi fanno oggi parte dell'establishment politico: "Guardate l'Irlanda del Nord, dove gli ex terroristi sono al governo... E l'ANC che usava le tattiche del terrore quando era in esilio". Durante la registrazione della lezione finale ha rivelato di aver avuto un incubo in cui immaginava che sarebbe stata arrestata per aver violato l'Official Secrets Act 1989 dopo aver tenuto le lezioni.

## Vita personale
Il 15 luglio 1991 ha sposato David John Mallock e ha cinque figliastri dal precedente matrimonio del marito.

## Ascendenza
|                                                               |                                                               |                                                                    | Genitori                              |  |  | Nonni |  |  | Bisnonni                                   |  |  | Trisnonni                                 |  |
|                                                               |                                                               |                                                                    |                                       |  |  |       |  |  | sir Edmund Manningham-Buller, II baronetto |  |  | sir Edward Manningham-Buller, I baronetto |  |
|                                                               |                                                               |                                                                    |                                       |  |  |       |  |  | sir Edmund Manningham-Buller, II baronetto |  |  | sir Edward Manningham-Buller, I baronetto |  |
|                                                               |                                                               | Mary Anne Manningham                                               |                                       |  |  |       |  |  | sir Edmund Manningham-Buller, II baronetto |  |  |                                           |  |
| sir Mervyn Manningham-Buller, III baronetto                   |                                                               |                                                                    |                                       |  |  |       |  |  | sir Edmund Manningham-Buller, II baronetto |  |  |                                           |  |
|                                                               |                                                               | lady Anne Coke                                                     | Thomas Coke, II conte di Leicester    |  |  |       |  |  |                                            |  |  |                                           |  |
|                                                               |                                                               | lady Anne Coke                                                     | Thomas Coke, II conte di Leicester    |  |  |       |  |  |                                            |  |  |                                           |  |
|                                                               |                                                               | lady Anne Coke                                                     | Juliana Whitbread                     |  |  |       |  |  |                                            |  |  |                                           |  |
| Reginald Manningham-Buller, I visconte Dilhorne               |                                                               | lady Anne Coke                                                     |                                       |  |  |       |  |  |                                            |  |  |                                           |  |
|                                                               |                                                               | Charles Cavendish, III barone Chesham                              | William Cavendish, II barone Chesham  |  |  |       |  |  |                                            |  |  |                                           |  |
|                                                               |                                                               | Charles Cavendish, III barone Chesham                              | William Cavendish, II barone Chesham  |  |  |       |  |  |                                            |  |  |                                           |  |
|                                                               |                                                               | Charles Cavendish, III barone Chesham                              | Henrietta Frances Lascelles           |  |  |       |  |  |                                            |  |  |                                           |  |
| hon. Lilah Constance Cavendish                                |                                                               | Charles Cavendish, III barone Chesham                              |                                       |  |  |       |  |  |                                            |  |  |                                           |  |
|                                                               |                                                               | lady Beatrice Constance Grosvenor                                  | Hugh Grosvenor, I duca di Westminster |  |  |       |  |  |                                            |  |  |                                           |  |
|                                                               |                                                               | lady Beatrice Constance Grosvenor                                  | Hugh Grosvenor, I duca di Westminster |  |  |       |  |  |                                            |  |  |                                           |  |
|                                                               |                                                               | lady Beatrice Constance Grosvenor                                  | lady Constance Leveson-Gower          |  |  |       |  |  |                                            |  |  |                                           |  |
| hon. Eliza Manningham-Buller                                  |                                                               | lady Beatrice Constance Grosvenor                                  |                                       |  |  |       |  |  |                                            |  |  |                                           |  |
|                                                               | James Lindsay, XXVI conte di Crawford e IX conte di Balcarres | Alexander Lindsay, XXV conte di Crawford e VIII conte di Balcarres |                                       |  |  |       |  |  |                                            |  |  |                                           |  |
|                                                               | James Lindsay, XXVI conte di Crawford e IX conte di Balcarres | Alexander Lindsay, XXV conte di Crawford e VIII conte di Balcarres |                                       |  |  |       |  |  |                                            |  |  |                                           |  |
|                                                               | James Lindsay, XXVI conte di Crawford e IX conte di Balcarres | Margaret Lindsay                                                   |                                       |  |  |       |  |  |                                            |  |  |                                           |  |
| David Lindsay, XXVII conte di Crawford e X conte di Balcarres | James Lindsay, XXVI conte di Crawford e IX conte di Balcarres |                                                                    |                                       |  |  |       |  |  |                                            |  |  |                                           |  |
|                                                               |                                                               | Emily Bootle-Wilbraham                                             | hon. Edward Bootle-Wilbraham          |  |  |       |  |  |                                            |  |  |                                           |  |
|                                                               |                                                               | Emily Bootle-Wilbraham                                             | hon. Edward Bootle-Wilbraham          |  |  |       |  |  |                                            |  |  |                                           |  |
|                                                               |                                                               | Emily Bootle-Wilbraham                                             | Emily Ramsbottom                      |  |  |       |  |  |                                            |  |  |                                           |  |
| lady Mary Lindsay                                             |                                                               | Emily Bootle-Wilbraham                                             |                                       |  |  |       |  |  |                                            |  |  |                                           |  |
|                                                               |                                                               | sir Henry Carstairs Pelly, III baronetto                           | sir John Pelly, II baronetto          |  |  |       |  |  |                                            |  |  |                                           |  |
|                                                               |                                                               | sir Henry Carstairs Pelly, III baronetto                           | sir John Pelly, II baronetto          |  |  |       |  |  |                                            |  |  |                                           |  |
|                                                               |                                                               | sir Henry Carstairs Pelly, III baronetto                           | Johanna Jane Carstairs                |  |  |       |  |  |                                            |  |  |                                           |  |
| Constance Lilian Pelly                                        |                                                               | sir Henry Carstairs Pelly, III baronetto                           |                                       |  |  |       |  |  |                                            |  |  |                                           |  |
|                                                               |                                                               | lady Lilian Charteris                                              | Francis Charteris, X conte di Wemyss  |  |  |       |  |  |                                            |  |  |                                           |  |
|                                                               |                                                               | lady Lilian Charteris                                              | Francis Charteris, X conte di Wemyss  |  |  |       |  |  |                                            |  |  |                                           |  |
|                                                               |                                                               | lady Lilian Charteris                                              | lady Anne Frederica Anson             |  |  |       |  |  |                                            |  |  |                                           |  |
|                                                               |                                                               | lady Lilian Charteris                                              |                                       |  |  |       |  |  |                                            |  |  |                                           |  |